# Nicholas-Denys
Ne doit pas être confondu avec Nicolas Denys.
Nicholas-Denys est un village du comté de Gloucester, dans le Nord-Est de la province canadienne du Nouveau-Brunswick. Il est une autorité taxatrice du DSL de la paroisse de Beresford.

## Toponyme
Nicholas-Denys est nommé ainsi en l'honneur de Nicolas Denys (1603-1688), gouverneur d'une partie de l'Acadie de 1654 à 1680 et qui résida au havre de Népisiguit après 1669.

## Géographie

### Situation
Nicholas-Denys se trouve à environ 25 kilomètres de route au nord-ouest de Bathurst.

### Logement
La paroisse comptait 2633 logements privés en 2006, dont 2445 occupés par des résidents habituels. Parmi ces logements, 89,6 % sont individuels, 4,3 % sont jumelés, 0,0 % sont en rangée, 2,7 % sont des appartements ou duplex et 1,8 % sont des immeubles de moins de cinq étages. Enfin, 1,4 % des logements entrent dans la catégorie autres, tels que les maisons-mobiles. 88,5 % des logements sont possédés alors que 11,5 % sont loués. 68,1 % ont été construits avant 1986 et 12,9 % ont besoin de réparations majeures. Les logements comptent en moyenne 6,2 pièces et 0,4 % des logements comptent plus d'une personne habitant par pièce. Les logements possédés ont une valeur moyenne de 70 271 $, comparativement à 119 549 $ pour la province.

## Histoire

### Origines

Évolution territoriale de la paroisse de Beresford après 1966.

Nicolas-Denys est situé dans le territoire historique des Micmacs, plus précisément dans le district de Gespegeogag, qui comprend le littoral de la baie des Chaleurs.
La seigneurie de Népisiguit est concédée en 19 mars 1691 au Sieur Jean Gobin, un marchand de Québec; elle avait un territoire long de 12 lieues et profond de 10 lieues, à partir du littoral de la baie et probablement centré sur la rivière Népisiguit ce qui, selon William Francis Ganong, inclut le site de Nicholas-Denys. Gobin donne la seigneurie à Richard Denys de Fronsac. La seigneurie, par l'héritage à sa femme, tombe aux mains de Rey-Gaillard, qui la possédait en 1753. Cooney parle d'une concession à un certain Enaud, qui est vraisemblablement Philippe Hesnault, seigneur de Pokemouche et peut-être agent de Gobin.
En 1814, la paroisse de Beresford dans le comté de Northumberland.
En 1825, le territoire est touché par les Grands feux de la Miramichi, qui dévastent entre 10 000 km2 et 20 000 km2 dans le centre et le nord-est de la province et tuent en tout plus de 280 personnes,.
En 1826, le comté de Gloucester est créé à partir de la paroisse de Beresford et de la paroisse de Saumarez. Le comté de Restigouche, incluant les paroisses d'Addington et de Durham, est formé en 18126 à partir de l'ouest de la paroisse de Beresford. Une partie du territoire de la paroisse de Beresford est transféré en 1837 à la paroisse de Durham. Les limites du comté sont modifiées en 1881 et la paroisse s'en trouve agrandie.

### XXesiècle
En 1938, deux résidents de Robertville, Richard Comeau et François Desrosiers, élargissent la route menant de Sainte-Rosette à l'emplacement actuel de Nicholas-Denys et se voient octroyer chacun une terre de 100 acres à condition d'en défricher au minimum 10 acres pour l'agriculture. Le bureau de poste ouvre ses portes en 1940.
La municipalité du comté de Gloucester est dissoute en 1966 et la paroisse de Beresford devient un district de services locaux. Une partie de la paroisse devient la ville de Beresford, les villages de Petit-Rocher, Nigadoo et Pointe-Verte ainsi que les DSL de Dunlop, de Laplante, de Madran, de Petit-Rocher Nord, de Petit-Rocher Sud, de Robertville et de Tremblay,.
Le bureau de poste est fermé en 1970. L'école est fermée en 1994 et ses élèves sont envoyés à Robertville.

## Administration

### Représentation
Nouveau-Brunswick: La circonscription de Nigadoo-Chaleur est représentée à l'Assemblée législative du Nouveau-Brunswick par Roland Haché, du parti libéral. La circonscription de Nepisiguit est représentée à l'Assemblée législative du Nouveau-Brunswick par Ryan Riordon, du Parti progressiste-conservateur.
 Canada: Nicholas-Denys fait partie de la circonscription fédérale d'Acadie-Bathurst. Cette circonscription est représentée à la Chambre des communes du Canada par Yvon Godin, du NPD. Il fut élu lors de l'élection de 1997 contre le député sortant Doug Young, en raison du mécontentement provoqué par une réforme du régime d’assurance-emploi.

## Culture

### Personnalités
- Marie-France Comeau, auteure, née à Free Grant ;